# ری‌را (آلبوم)
ری‌را اولین آلبوم موسیقی سهیل نفیسی است که در سال ۱۳۸۴ منتشر شد. این آلبوم، دومین آلبوم پرفروش نشر موسیقی هرمس تا سال ۱۳۹۸ است.

## نقد و نظر
نفیسی این آلبوم را «حاصل ارادت و شیفتگی» خود به شعر و خصوصاً شعر معاصر ایران می‌داند. او می‌گوید ری‌را حاصل «یک دوره تجربه نسبتاً طولانی» راجع به موسیقی آوازی است که به‌منظور ایجاد ارتباط با نسل‌های جوان‌تر شکل گرفت. این آلبوم مورد پسند بسیاری از کسانی واقع شد که با موسیقی پاپ میانه‌ای نداشتند و موسیقی سنتی یا سبک‌های دیگر را می‌پسندیدند.

## قطعات
| #  | عنوان قطعه                 | شاعر               | طول قطعه (زمان کل: ۳۶:۵۸) |
| -- | -------------------------- | ------------------ | ------------------------- |
| ۱  | «آی آدم‌ها»                 | نیما یوشیج (گزیده) | ۴:۳۸                      |
| ۲  | «مهتاب»                    | نیما یوشیج         | ۳:۲۳                      |
| ۳  | «دگر میلاد»                | ناصر زمانی (گزیده) | ۲:۲۵                      |
| ۴  | «ری‌را»                     | نیما یوشیج         | ۴:۰۰                      |
| ۵  | «داروگ»                    | نیما یوشیج (گزیده) | ۳:۲۶                      |
| ۶  | «پریا»                     | احمد شاملو (گزیده) | ۶:۰۱                      |
| ۷  | «رقصم گرفته بود»           | ابراهیم منصفی      | ۲:۳۲                      |
| ۸  | «عاشقانه»                  | احمد شاملو         | ۲:۳۸                      |
| ۹  | «طرح»                      | منوچهر آتشی        | ۱:۳۶                      |
| ۱۰ | «شهاب‌ها و شب‌ها»            | مهدی اخوان ثالث    | ۲:۳۱                      |
| ۱۱ | «ترانه همسفران»            | احمد شاملو         | ۲:۰۰                      |
| ۱۲ | «رقصم گرفته بود» (آکوستیک) | ابراهیم منصفی      | ۱:۴۱                      |